# 90944 Pujol
90944 Pujol è un asteroide della fascia principale. Scoperto nel 1997, presenta un'orbita caratterizzata da un semiasse maggiore pari a 2,2923835 UA e da un'eccentricità di 0,2579209, inclinata di 3,16631° rispetto all'eclittica.